# Lucretia
Lucretia var en romersk, mytologisk figur, hvis dyd medvirkede til afslutningen af det romerske kongedømme og indførelsen af republikken. Romerne har brugt Beretningen om Lucretia som forklaring på deres yderst fjendtlige indstilling til kongetitlen.

## Legenden
Titus Livius beretter om Roms sidste konge Lucius Tarquinius den Stolte (Superbus), der havde en søn, Sextus Tarquinius, som faldt for den unge, men dydige romerske kvinde Lucretia.
Mens hendes mand, Lucius Tarquinius Collatinus, var i krig forsøgte Sextus Tarquinius at forføre hende, men Lucretia var trofast. Da greb kongesønnen en slave og truede med at dræbe både hende og slaven og lægge dem, så det så ud som om hun var grebet i utroskab med sin egen slave. For at undgå denne skam overgav Lucretia sig til den unge Tarquinius. Bagefter fortalte hun både sin fader og mand, hvad der var hændt og tog sit eget liv trods alle bønner og forsikringer om hendes uskyld.
Hendes slægtninge ville have hævn og indledte et oprør, hvorved kongen blev fordrevet fra Rom til Etrurien. I stedet oprettede borgerne den romerske republik, og Lucretias mand og oprørets leder, Lucius Junius Brutus, blev de første konsuler.